# Presupuesto negro
Un presupuesto negro es un presupuesto que es obtenido en secreto del ingreso total de un país por una corporación, una sociedad o por un departamento nacional del estado. Un presupuesto negro por lo general cubre los gastos relacionados con la investigación militar. El presupuesto es guardado en alto secreto debido a motivos de seguridad nacional.

## Descripción
Según Philip Schneider, la Base de Dulce, en Nuevo México, la instalación es controlada por dicho presupuesto, así como el Área 51 en Groom Lake (Nevada), y de otros muchos programas experimentales y militares.
El Departamento de Defensa de los Estados Unidos tiene un "presupuesto negro" que usa para poder financiar este tipo de gastos y que no lo quiere revelar públicamente. A tales gastos lo llaman "proyecto negro". El coste anual del Departamento de Defensa de los Estados Unidos sobre el presupuesto negro está estimado en 32.000 millones de dólares, pero algunos críticos afirman que esta cifra es mucho más alta, obtenido por los fondos canalizados de otras agencias del gobierno como la de inteligencia o del Departamento de defensa.
Esos miles de millones han ampliado un secreto mundo de la ciencia y la tecnología avanzadas en la que las unidades militares y los contratistas federales hacer avanzar las fronteras de la guerra. En el pasado, este tipo de investigación ha producido algunos de los más avanzados aviones, armas y satélites espía
Ha sido afirmado que por la ley, la naturaleza y todo el gasto del dinero fiscal estadounidense ampliado debe ser registrado en el presupuesto. Esta reclamación fue fundada en el Artículo 1, Sección 9 de la Cláusula 7 de la Constitución de los Estados Unidos, que declara: "Ninguna cantidad de dinero será divulgada por el Departamento del Tesoro, pero a consecuencia de las acreditaciones realizadas por la ley; y una declaración regular y la cuenta de los ingresos y los gastos de todo el dinero público serán publicadas poco a poco".
La existencia del presupuesto negro, ha sido criticada por la arbitrariedad en el uso que se le puede dar. Así, Steve Aftergood, director del Project on Government Secrecy for the Federation of American Scientists, dijo: 

"El problema inmediato con presupuestos negros, es que se pierde un alto grado de supervisión y rendición de cuentas. En el mejor de los casos se termina despilfarrando el dinero, y en el peor hay abusos de poder".

## Aprobación del congreso para el presupuesto negro
El Acta de Seguridad Nacional estadounidense de 1947 dio a la luz a la Agencia Central de Inteligencia el Consejo Nacional de Seguridad y reorganizó varias sucursales militares bajo el Departamento de Defensa.